# Niphona stoetzneri
Niphona stoetzneri là một loài bọ cánh cứng trong họ Cerambycidae.